# 張誠 (傳教士)
讓-弗朗索瓦·熱爾比永（Jean-François Gerbillon，1654年7月4日—1707年3月27日），漢名張誠，字實齋，法國耶穌會傳教士。

## 早年
1654年生於法國凡爾登。1670年加入耶穌會。1684年，被法國國王路易十四選派出使到中國傳教，被授予「國王數學家」、法國科學院院士。

## 經歷
康熙二十六年（1688年），張誠、洪若翰、白晉、劉應和李明五人到達北京，張誠與白晉到被康熙帝留用宮中，向康熙講授西學，並編譯《幾何原理》、《哲學原理》等數學著作。康熙二十八年（1689年），奉康熙之命同徐日升一同參加為清政府使團，與帝俄進行《尼布楚條約》邊境條約談判，擔任譯員。1707年在北京逝世:68。

## 著作
《滿文字典》四卷、《幾何原理》、《幾何學》、《哲學原理》、《張誠日記》